# Piccolo Missouri
Il Piccolo Missouri è un fiume statunitense che nasce a Flatiron Butte, nello Wyoming, Contea di Crook, a un'altezza di 1372 metri s.l.m., scorre attraversando gli stati di Wyoming, Montana, Dakota del Sud e Dakota del Nord, per poi sfociare, dopo un percorso di 901 km, nel Lago Sakakawea, presso Killdeer.
L'altamente stagionale deflusso dai calanchi e da altre pianure non alberate lungo il Piccolo Missouri porta a valle pesanti sedimenti.  Gli strati sedimentari, che si estendono dalle acque sorgive nel Wyoming per tutto il corso fino al Dakota del Nord, variano in età, ma gran parte del letto lungo il fiume appartiene alle formazioni del Bullion Creek e della Sentinel Butte, entrambi depositatesi durante il Paleocene (circa da 66 a 56 milioni di anni fa). I depositi comprendono siltite, pietra argillosa, arenaria e lignite depositate in una piana costale durante l'orogenesi laramide.